# Gerbillus pulvinatus
Gerbillus pulvinatus är en däggdjursart som beskrevs av Samuel N. Rhoads 1896. Gerbillus pulvinatus ingår i släktet Gerbillus och familjen råttdjur. IUCN kategoriserar arten globalt som livskraftig. Inga underarter finns listade i Catalogue of Life.
Arten blir 8,6 till 10,5 cm lång (huvud och bål) och har en 11,8 till 14,5 cm lång svans. Bakfötterna är 2,5 till 2,8 cm långa och öronen är 1,0 till 1,6 cm stora. Håren som bildar ovansidans päls är gråa nära roten och sandbruna vid spetsen vad som ger ett mörkt sandbrunt utseende. Mörkast är en ryggens topp. Gränsen mot den vita undersidan är inte tydlig. En mer eller mindre tydlig vid fläck bakom varje öra kan finnas. Bakfötternas sulor och tår är delvis täckta med hår. Svansen har en mörk ovansida och en ljus undersida. Längre mörka hår vid spetsen bildar en tofs.
Arten lever i gränsområdet mellan Etiopien, Kenya och Sydsudan. Dessutom finns fynd från Djibouti. Habitatet utgörs av klippiga landskap och av torra gräsmarker.